# Gastón Esmerado
Gastón Rubén Esmerado (Lomas de Zamora, 8 febbraio 1978) è un allenatore di calcio ed ex calciatore argentino, di ruolo centrocampista, tecnico dell'Almagro.

## Caratteristiche tecniche
È un centrocampista difensivo.

## Palmarès
Campionato argentino: 1 
Arsenal Sarandí: 2012 (C)
Copa Argentina: 1 
Arsenal Sarandí: 2012-2013
Supercopa Argentina: 1 
Arsenal Sarandí: 2012